# 2002年巴厘島爆炸案
2002年巴厘岛爆炸案是指2002年10月12日发生在印尼的旅遊勝地巴厘岛库塔地区所發生恐怖攻擊事件。该袭击是印尼历史死亡人数最多的恐怖袭击，共造成202人死亡（包括88名澳洲人和38名印尼人），另有209人受伤。此恐怖袭击是由印尼回教祈祷团所为，该恐怖组织亦造成了2005年巴厘岛爆炸案。

## 事件背景

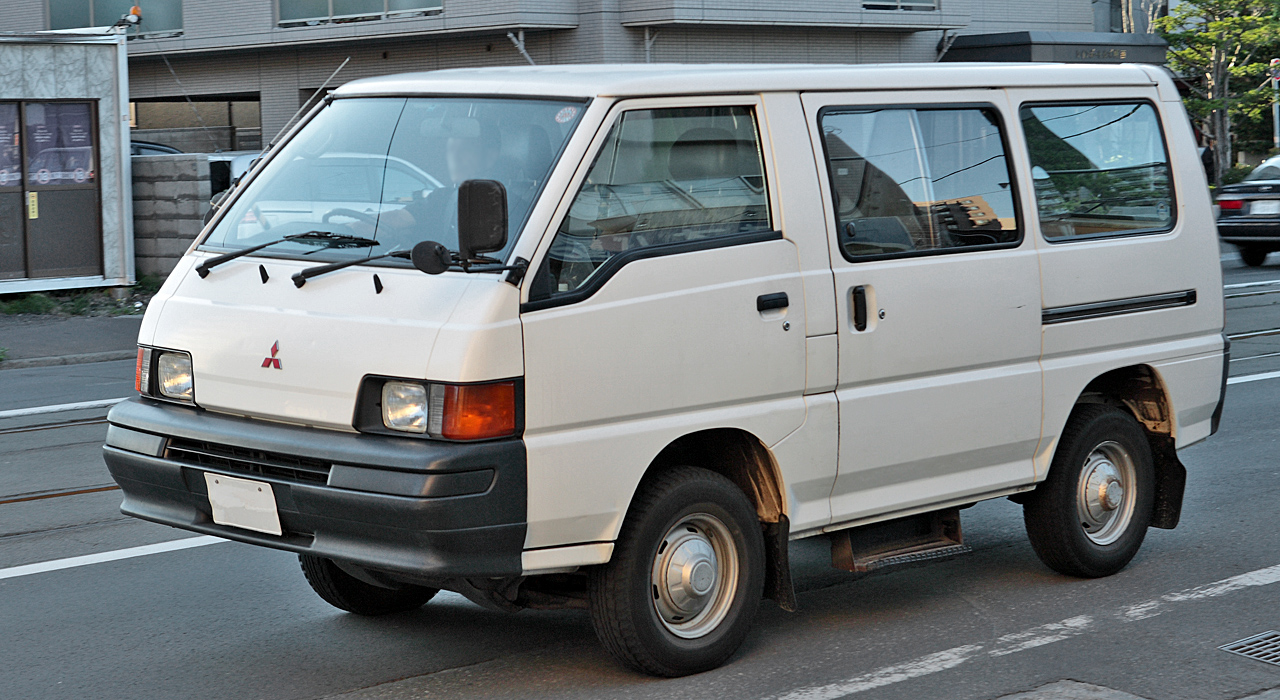
一辆在汽车炸弹袭击中使用的同款三菱L300面包车

2002年10月12日晚上11點05分，夜總會Paddy's Pub（有時稱為Paddy's 愛爾蘭式酒吧）內的一名自殺式炸彈襲擊者在他的背包中引爆了一枚炸彈，導致許多顧客立即逃到街上。 20 秒後，隱藏在一輛白色三菱L300面包车內的第二枚威力更大的汽車炸彈被另一名自殺式炸彈襲擊者引爆，該炸彈在紗麗俱樂部外引爆，這是一家位於帕迪酒吧對面的著名露天茅草屋頂酒吧。
爆炸發生在庫塔海灘一年中最繁忙的旅遊時期之一。
人口稠密的住宅和商業區遭到巨大破壞，摧毀了鄰近的建築物，並震碎了幾個街區外的窗戶。汽車炸彈爆炸留下了一個一米深的彈坑。 
當地的桑格拉醫院設備不足，無法應對如此規模的災難，而且受傷人數眾多，尤其是燒傷患者，不堪重負。爆炸造成多人受傷，一些傷員不得不被安置在爆炸現場附近的酒店游泳池中，以減輕燒傷的痛苦。許多傷者被迫飛到極遠的達爾文（1,800 公里或 1,100 英里）和珀斯（2,600 公里或 1,600 英里）接受專科燒傷治療。
較小的炸彈在美國駐丹帕沙領事部外被引爆，致人輕傷一人，財產損失是最小的。據報導，裡面裝滿了排泄物。
美國-印度尼西亞協會(USINDO)於 2005 年 8 月發布的一份報告將這些事件描述如下：
3名犯人走進經銷商購買了新的Yamaha摩托車。另一名犯人用摩托車在美國領事館外安放了小炸彈。一名犯人駕駛著三菱L300面包车載著兩名自殺式炸彈襲擊者前往庫塔的夜總會區。他在紗麗俱樂部附近停了下來，指示一名自殺式炸彈襲擊者穿上他的炸藥背心，另一名犯人開著裝有炸彈的汽車。犯人將小型貨車開到紗麗俱樂部附近。兩人返回丹帕沙。一名犯人撥通了電話號碼引爆了在領事館的炸彈。兩名自殺式炸彈襲擊者引爆了他們的裝置。
| 不同國籍的死亡人數 (來源：特別廣播服務公司) |          |
| 國籍                                        | 死亡     |
|                                             | 88       |
| 印度尼西亞                                  | 38       |
| 英国 英國                                   | 23       |
| 美国                                        | 7        |
| 德国                                        | 6        |
| 瑞典                                        | 6        |
| 荷蘭                                        | 4        |
| 法國                                        | 4        |
| 丹麦                                        | 3        |
| 瑞士                                        | 3        |
| 新西兰                                      | 2        |
| 巴西                                        | 2        |
| 加拿大                                      | 2        |
| 日本                                        | 2        |
| 南非                                        | 2        |
|                                             | 2        |
|                                             | 1        |
| 希腊                                        | 1        |
| 愛爾蘭                                      | 1        |
| 義大利                                      | 1        |
| 波蘭                                        | 1        |
| 葡萄牙                                      | 1        |
| 中華民國                                    | 1        |
| 未知                                        | 2        |
| 按年齡劃分的死亡人數 (來源: 雪梨晨鋒報)     |          |
| 年齡                                        | 死亡人數 |
| 21歲以下                                    | 20       |
| 21–30                                       | 77       |
| 31–40                                       | 73       |
| 超過 40                                     | 28       |
| 未知                                        | 4        |

最終死亡人數為202人，主要包括在Paddy's Pub或Sari Club內或附近的西方遊客和度假者，但也包括許多在附近工作或生活或只是路過的人。還有數百人燒傷和其他傷害。遇難者中最大的一組是來自澳大利亞的遊客，有 88 人死亡。10月14日，聯合國安理會通過了第 1438 號決議，譴責這次襲擊是對國際和平與安全的威脅。

## 庭审
2008年10月24日，巴厘官員宣佈將於2008年11月槍決3名被定罪的犯人。2008年10月25日，印尼通訊及信息部長呼籲印尼傳媒停止稱呼該3人為「英雄」。
2008年11月9日，3名犯人在午夜過後被槍決。但事實上這三人並不在乎死刑判決，因為他們認為這是殉教的行為，他們甚至多次在法庭上大喊「真主至大」。

## 各方反应

### 大洋洲
使部分澳洲國民疑慮是否參与美國的反恐行動。

## 纪念
在巴厘岛爆炸发生所在地建有爆炸纪念馆，现已成为游客们必到的地方，此外在澳大利亚墨尔本、悉尼、堪培拉等以及英国伦敦等地也有相关的纪念碑。
國家地理頻道旗下的節目-歷史零時差跟重返危機現場均有替該起恐怖攻擊製作過一檔節目。

## 外部連結
- Remember Bali（页面存档备份，存于）: a memorial website
- Australian Broadcasting Corp. Online
  - News on the Bali bombing
  - Current affairs program Four Corners: "The Bali Confessions"

Dunn and Lewis Foundataion http://www.dunnlewisfoundation.org.au/（页面存档备份，存于）
- Photographs and writings pertaining to the 2002 Bali Bombings - by an expatriate Bali Bombing Resource （页面存档备份，存于）
- Asian Law Centre: Melbourne University legal analysis of the Constitutional Court's decision
- Bali’s message of dialogue- includes the Bali Declaration on Building Interfaith Harmony July 2005
- Indonesia's War on Terror
- BBC, In pictures: Bali executions marked（页面存档备份，存于）
- Terror kingpin dies in siege（页面存档备份，存于） Sydney Morning Herald,